# 川崎守之助
川崎 守之助（かわさき もりのすけ、1905年2月26日 - 1977年9月10日）は、日本の経営者、教育者。初代川崎八右衛門の孫で、2代目川崎八右衛門の長男。東京川崎財閥第3代当主。千葉工業大学第6代理事長。妻は有島生馬の長女・暁子。

## 来歴・人物
- 1905年（明治38年） 東京府（現・東京都）に生まれる[1]
- 1916年（大正5年） 学習院初等科卒業
- 1921年（大正10年） 学習院中等科卒業
- 1929年（昭和4年）ケニオン大学卒業、ph.B（学士）取得[3]
- 1929年（昭和4年） 日本火災保険株式会社取締役に就任
- 1936年（昭和11年） 株式会社川崎定徳会代表取締役に就任
- 1943年（昭和18年） 日本火災保険株式会社取締役社長に就任
- 1945年（昭和20年） 日本火災保険株式会社取締役会長に就任
- 1947年（昭和22年） 貴族院議員に勅選される（3月4日[4]）
- 1949年（昭和24年） 千葉工業大学第6代理事長に就任
- 1952年（昭和27年） 株式会社定徳会取締役会長に就任
- 1972年（昭和47年） 内閣総理大臣から紺綬褒章を授与
- 1977年（昭和52年） 満71歳没。墓所は谷中霊園(乙11-9)。

## 川崎守之助邸
1934年に父の2代目川崎八右衛門が守之助の自邸として東京麻布（現・東京都港区南麻布4-11-2）に建設した。本邸はアントニン・レーモンド設計の2階建てRC構造の洋館で、敷地内には同じくレーモンド設計の蔵のほか、日本人建築家による使用人の住居用の和館が建てられた。レーモンドはこの設計に格別力を注ぎ、担当には事務所員の与谷昌金と吉村順三が当たり、世界で初めてコンクリート打放しを「壁面」に使った建築となった。八右衛門は翌年、次男の自邸の設計をブルーノ・タウトに依頼したがタウト案は採用されなかった。